# دهستان قره‌سو (ماکو)
دهستان قره‌سو یکی از دهستان‌های شهرستان ماکو در استان آذربایجان غربی ایران است. 
این دهستان در بخش مرکزی شهرستان ماکو قرار دارد و براساس سرشماری مرکز آمار ایران در سال ۱۳۹۵، جمعیت این دهستان برابر با ۶٬۰۱۲ نفر (۱٬۳۷۲ خانوار) بوده‌است. 